# Onze Veloz Futebol Clube
O Onze Veloz Futebol Clube foi um clube brasileiro de futebol, da cidade de Fortaleza, capital do estado de Ceará.

## Participações no Campeonato Cearense da Segunda Divisão
| Ano  | Posição |
| 1968 | 3º      |